# 李艳秋 (演员)
李艳秋（9月25日—），中国大陆女演员、歌手、导演、制片人，前音乐教师。

## 生平
李艳秋出生于河南省南阳市，先后毕业于南阳戏曲学校和河南大学音乐系，其后担任河南大学音乐系教师。1989年，出演第一部电影作品《血誓》。1994年，获得全国青年歌手电视大奖赛专业组通俗唱法的荧屏奖。其主演了50余部600多集影视剧，并为多部电视剧配唱主题歌。

## 演出作品
《血誓》、《大进军序曲》、《张学良将军》、《新儿女英雄传》、《都市放牛》、《最后选择》、《大命运》、《老城墙》、
电视剧《风雨梅家楼》（饰梅甜甜）、戏曲电视剧《小白玉霜》、戏曲电视剧《五福临门》、电视剧《陈云在临江》。